# IMKO
IMKO is een Nederlands opleidingsinstituut voor brancheopleidingen gericht op het midden- en kleinbedrijf. De afkorting IMKO staat voor Instituut voor Midden- en Kleinbedrijf Opleidingen. Het hoofdkantoor van IMKO Opleidingen is sinds eind 2016 gevestigd in Utrecht.

## Geschiedenis
Het IMO (Stichting Instituut voor Middenstandsonderwijs) is in 1937, mede door de Koninklijke Nederlandsche Middenstands Bond (het huidige MKB-Nederland), opgericht met als doel de verzorging van het examen algemene handelskennis. Ook twee andere middenstandsbonden richtten in hetzelfde jaar een eigen onderwijsinstituut op en zo ontstonden drie centrales voor handelsonderwijs, erkend door het ministerie van Economische Zaken.  Twee van de drie centrales, het IMO en de KMO, zijn in 1992 gefuseerd onder de naam IMKO (Stichting Instituut voor Midden- en Kleinbedrijfs Opleidingen).
Vanaf 1996 is in verband met de nieuwe vestigingswetgeving de middenstandsopleiding vervangen door de opleiding AOV (algemene ondernemersvaardigheden). Vanaf 1995 is IMKO zijn portfolio van opleidingen uit gaan breiden. IMKO werkt onder andere samen met de ijzerwaren- en gereedschappenhandel, kantoorvakhandel en drogisterij.
Met ingang van februari 1999 heeft IMKO de scholen van de Opleidingen voor Lichaamsverzorgende Beroepen waarvoor de basis is gelegd door Adry Hermans en het Haarstylistencollege overgenomen.
Het Haarstylistencollege kent zijn oorsprong is de Stichting Vakopleiding Kappersbedrijf. In 1960 werd het kappersdagonderwijs door SVK  ondergebracht in een naamloze vennootschap; de Kappersdagscholen. Kandidaten moesten een toelatingstest afleggen, zo werd het niveau van de opleiding gewaarborgd. Onder invloed van wetgeving zoals de Mammoetwet en Commissie van Kemenade kreeg onderwijs een steeds prominentere en zelfstandige positie.  
In 2009 wordt het geheel overgedragen door de eigenaren Cock de Blaeij en Noud Dirks, die vanwege leeftijd en hoogst haalbare succes, terugtraden op het hoogtepunt. Beuys,  Joseph BV wordt de nieuwe eigenaar.
Naast IMKO Opleidingen met focus op branche- en bedrijfsopleidingen, opleidingen in de uiterlijke verzorging is Beuys, Joseph BV tevens eigenaar van een Mbo-opleider in de sector Zorg en Welzijn: Capabel Onderwijs Groep.
Begin 2013 werden de beveiligingsopleidingen van IMKO overgenomen door studiecentrum Minerva.
In navolging van Capabel Onderwijsgroep wordt in Juli 2013 IMKO overgenomen door de Calder Holding. Tevens verhuist hiermee het hoofdkantoor van IMKO van Waddinxveen naar Den Bosch.
In 2016 verhuist het hoofdkantoor van IMKO naar Utrecht.
In 2017 besluit IMKO te stoppen met de kappersopleidingen vanwege verminderde belangstelling.
In 2018 wordt de opleiding Pedicure overgenomen door Capabel Onderwijs Groep.

## Erkende brancheopleidingen
IMKO verzorgt de opleidingen voor de volgende brancheorganisaties:
- Centraal Bureau Drogisterijbedrijven[5]
- BODEPA - Bond van Detaillisten in de Parfumeriebranche[6]
- Vertaz - Branche-organisatie technische handel[7]
- Novaka - Organisatie kantoorbranche[8]